# ワウォナ・ツリー

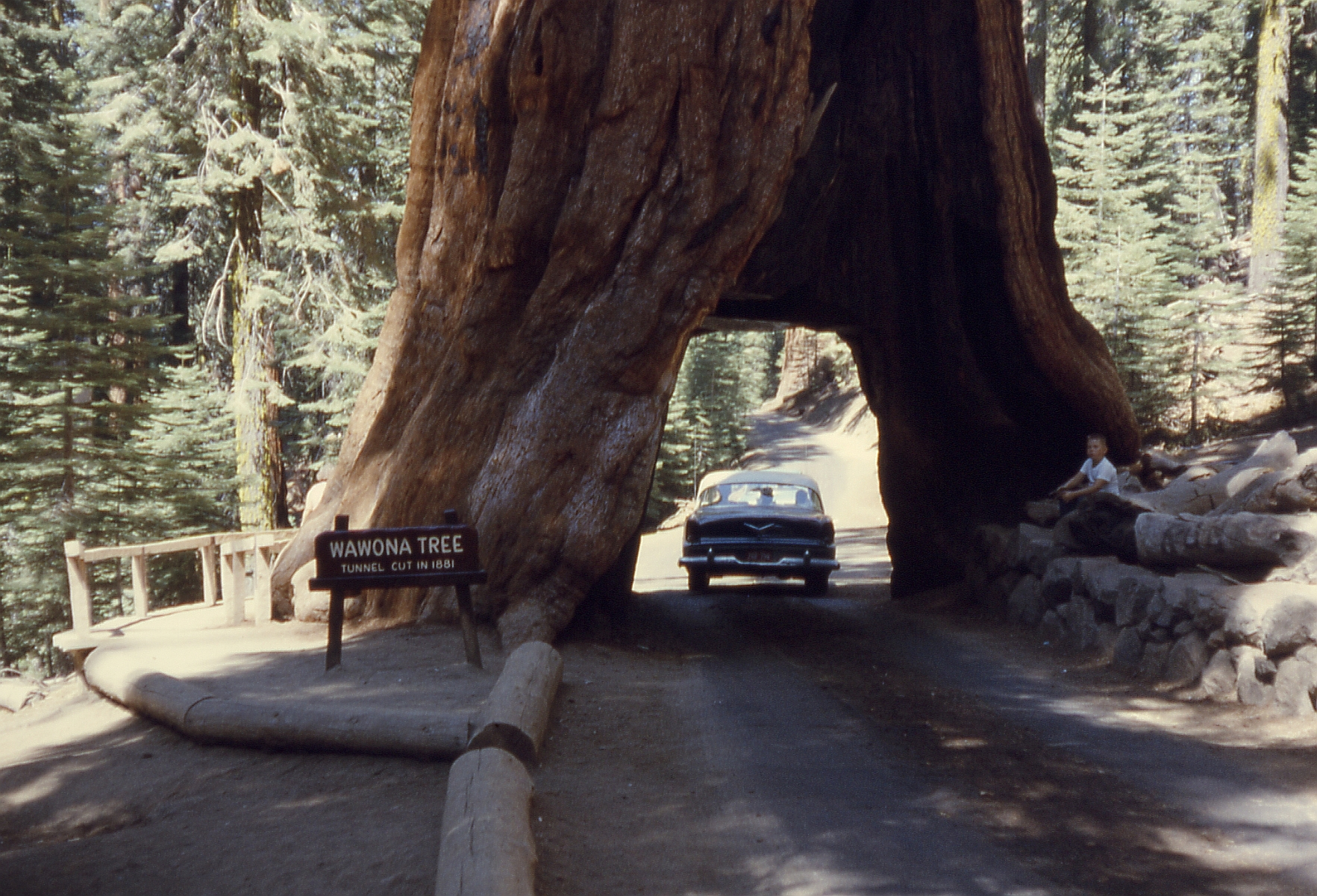
ワウォナ・ツリー（1962年）

ワウォナ・ツリー (英：Wawona Tree)、別名ワウォナ・トンネル・ツリー (英：Wawona Tunnel Tree) は、アメリカ合衆国カリフォルニア州にあるヨセミテ国立公園の林、マリポサ・グローブに生えていたセコイアデンドロン（ジャイアントセコイア）の巨木である。高さは69メートル、外周は27メートルあった。
1881年、この木にもともとあった火事による傷を広げるようにして、トンネルが掘られた。木は少し傾いていたが、トンネル完成時には傾きが大きくなっていた。後に有名な観光スポットとなり、多くの旅行客が車で下を通りながら、あるいは木の下に立って写真を撮っていた。
1969年2月、ワウォナ・ツリーは雪の重みに耐えられずに倒壊した。推定樹齢は2300年とされている。

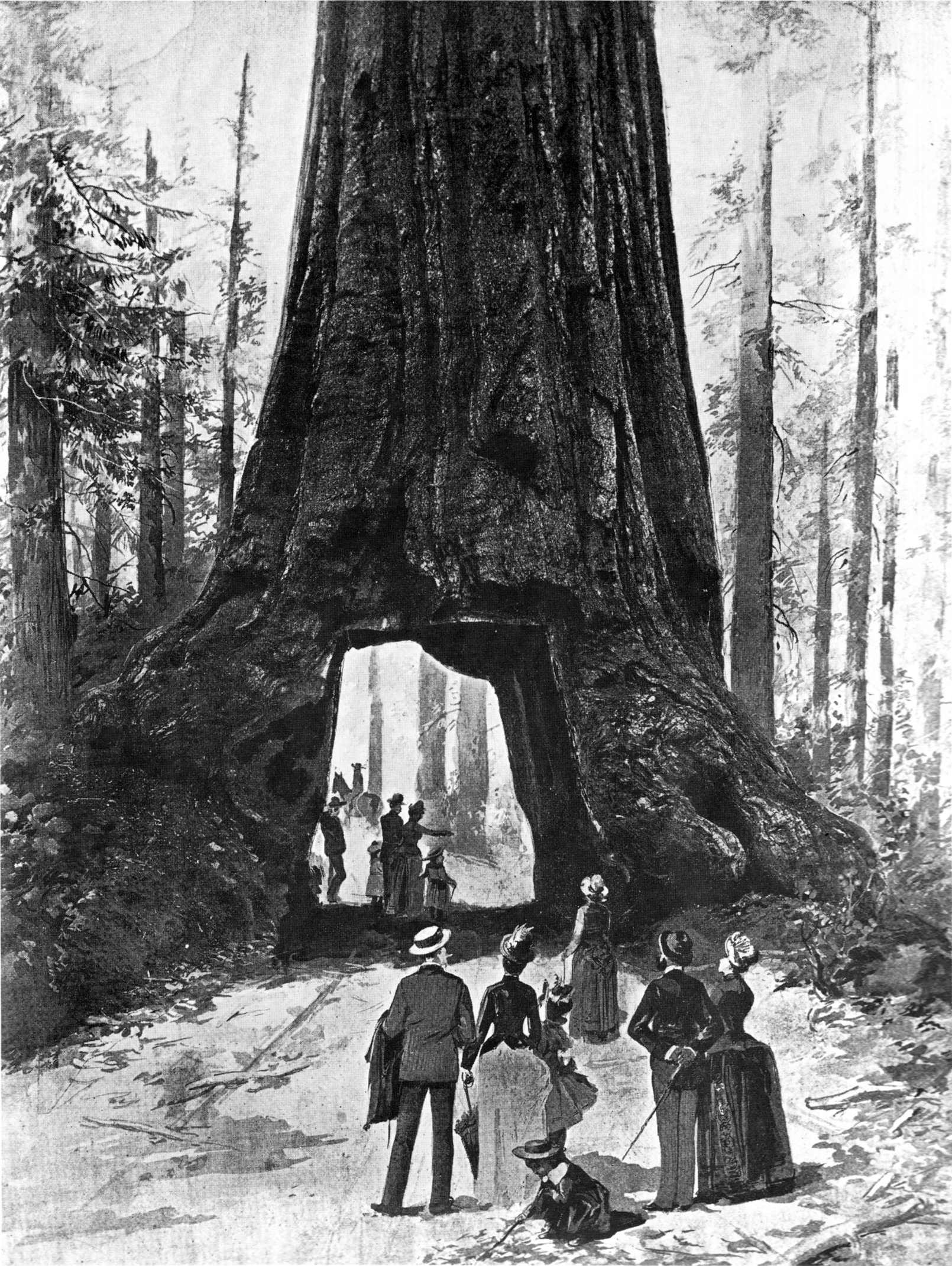
1887年（絵）。
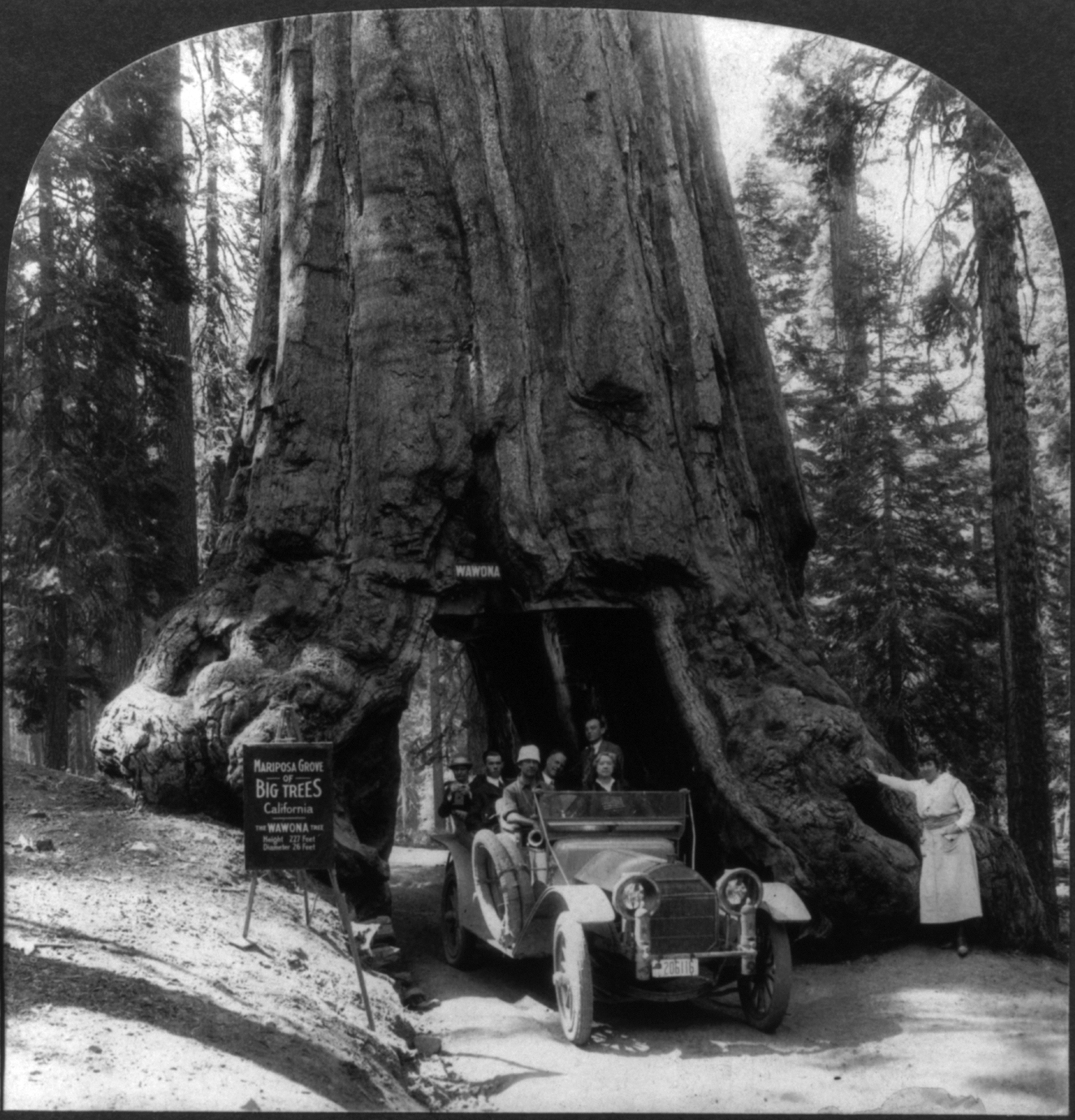
1918年撮影。
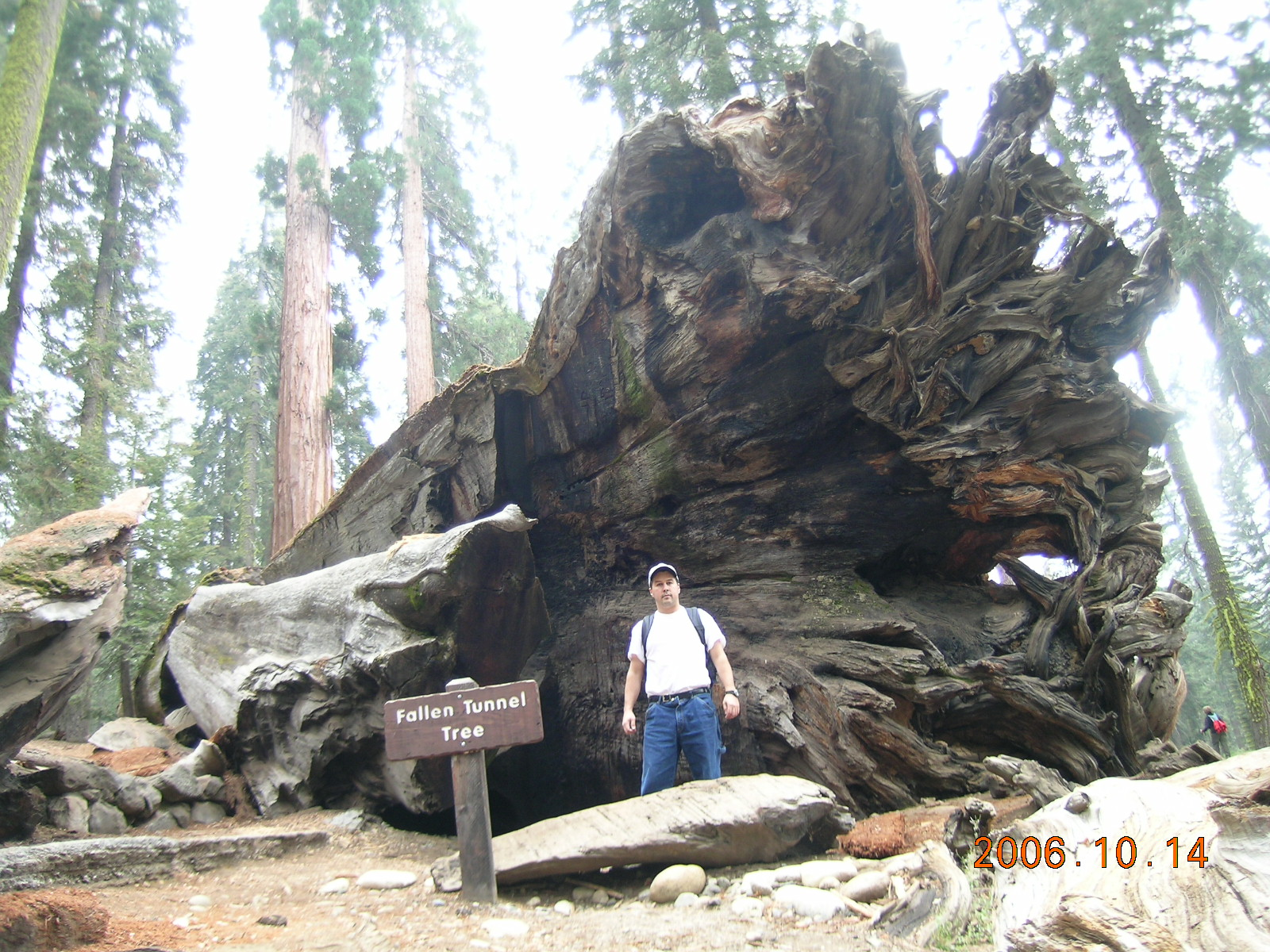
倒壊したワウォナ・ツリー（2006年）